# Página web

Uma captura de tela de uma página web na Wikipédia

Uma página de rede, página de web ou página web (em inglês, web page ou webpage) é uma coleção específica de informações fornecidas por um site e exibidas a um usuário em um navegador web. Um site geralmente consiste em muitas páginas web ligadas de maneira coerente. O nome "página web" é uma metáfora de páginas de papel encadernadas em um livro. 

## Elementos

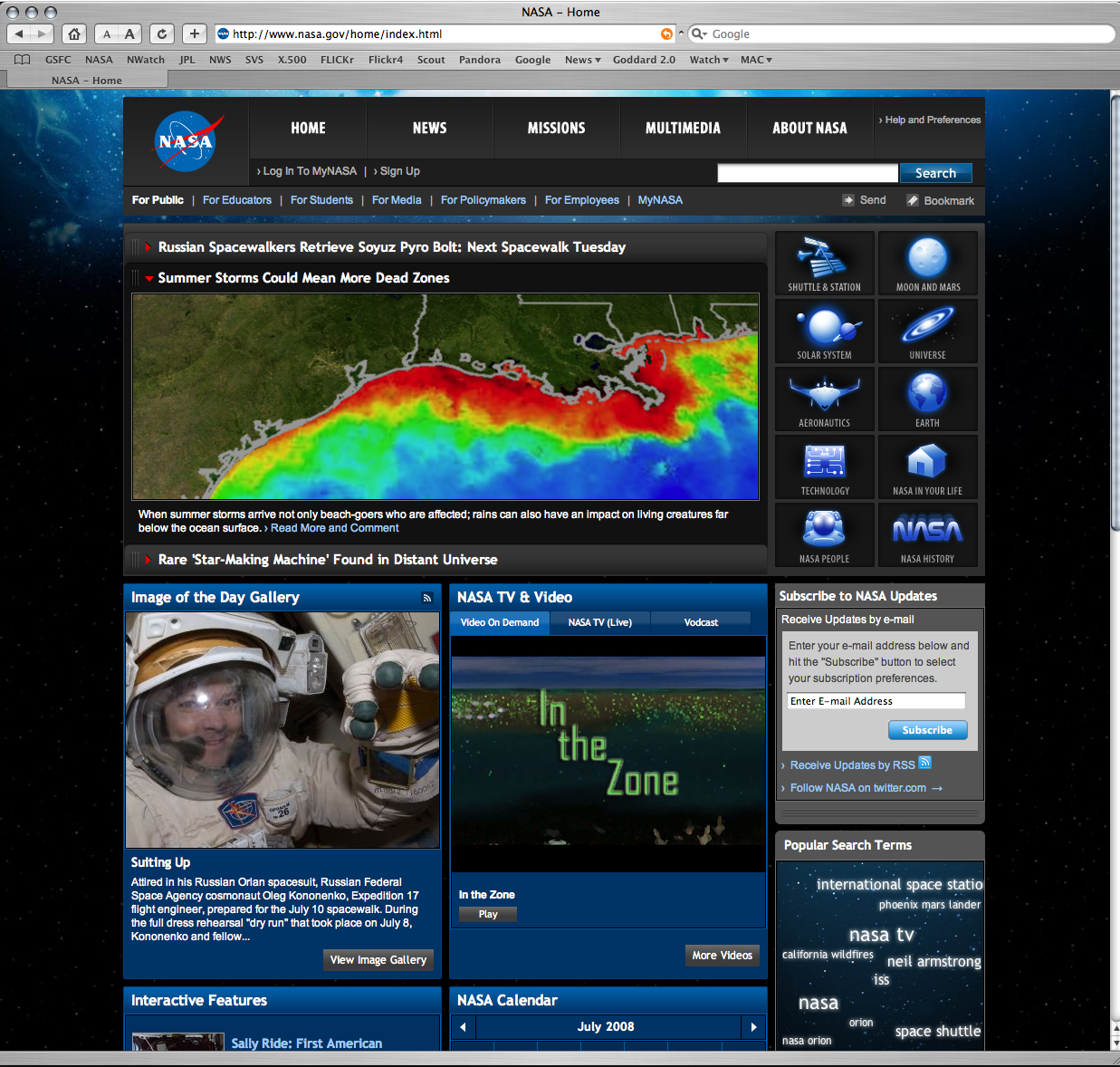
Página da Web da Nasa, Campanha da Zona Morta

O elemento principal de uma página web é um ou mais arquivos de texto escritos na linguagem HTML (Hypertext Markup Language). Muitas páginas web também usam código JavaScript para comportamento dinâmico e código CSS (Cascading Style Sheets) para semântica de apresentação. Imagens, vídeos e outros arquivos multimídia também são frequentemente incorporados em páginas web. 

## Navegação
Cada página da web é identificada por um URL (Uniform Resource Locator) distinto. Quando o usuário insere um URL no navegador, os elementos dessa página são baixados dos servidores web. O navegador transforma todos os elementos em uma representação visual interativa no dispositivo do usuário.
Se o usuário clicar ou tocar em um link para outra página, o navegador repetirá esse processo para exibir a nova página, que pode fazer parte do site atual ou de outro. 

## Implementação
Da perspectiva da implementação de sites do lado do servidor, existem dois tipos de páginas web: estática e dinâmica. As páginas estáticas são recuperadas do sistema de arquivos do servidor web sem nenhuma modificação, enquanto as páginas dinâmicas devem ser criadas pelo servidor web em tempo real, normalmente utilizando um banco de dados para preencher um template web, antes de serem enviadas ao navegador do usuário.